# Белгородская епархия
Не следует путать с древней Белгородской епархией по названию города Белгород под Киевом (ныне село Белогородка)
Белгоро́дская епархия — епархия Русской православной церкви, объединяющая приходы и монастыри в средней части Белгородской области (в границах города Белгорода, а также Белгородского, Корочанского, Новооскольского, Старооскольского, Чернянского и Шебекинского районов). С 7 июня 2012 года входит в состав Белгородской митрополии.

## История

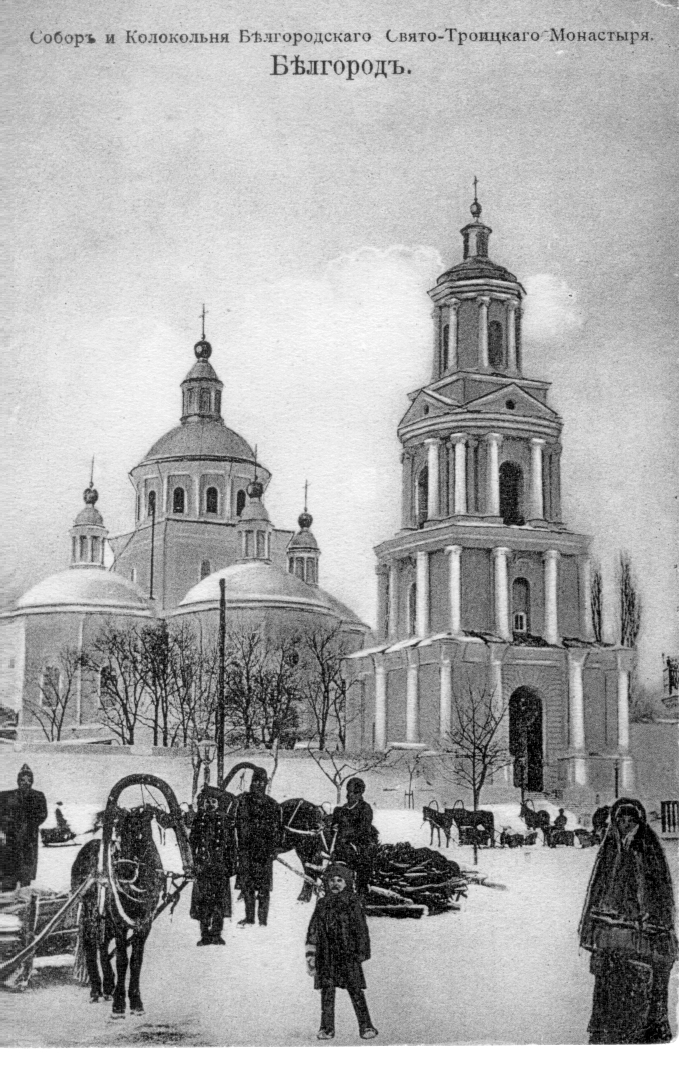
Троицкий собор оставался кафедральным с момента основания епархии до переноса кафедры архиерея в Курск в 1833 г.

История белгородской епархии формально начинается с 1657 года, когда была «открыта» кафедра и митрополит Сарский и Подонский Питирим получил титул митрополита Белгородского, но в Белгород не поехал, поскольку назначение было с целью «сослать опасного для Никона митрополита» из Москвы, где он был патриаршим викарием, на окраину; потому епархия в том году реально организована так и не была. Мотивировка привязки Белгородского края к Крутицкой митрополии была следующая: её территория некогда включала в себя Сарско-Золотоордынскую (Сарскую, Подонскую) епископию, в которую когда-то частично (южной частью) входили Белгородчина и Слобожанщина.
Белгородская епархия была фактически образована (выделена из Патриаршей области) только в 1667 году по постановлению Большого Московского собора для ближайшего и более успешного пастырского окормления отдалённых окраин России, зависевших до тех пор по духовному управлению частью от Москвы, частью от Киева, была учреждена митрополия в Белгороде: «да будет тамо архиерей». С самого основания епархия была поставлена в ряд митрополий и её иерархи назывались митрополитами Белоградскими и Обоянскими — так было до учреждения в 1721 году Святейшего Синода. С того же времени они именуются епископами или архиепископами, за исключением одного Антония Чернавского, рукоположённого в сан митрополита на родине.
С 1667 по 1787 годы архипастыри именовались Белоградскими и обоянскими, с 1787 по 1799 Белгородскими и курскими, а с 1799 года — Курскими и белгородскими.
Территория новообразованной епархии была «весьма большой», — более чем 10 раз больше по территории, чем в 2012 году; за прошедшее время епархия многократно делилась. В 1667 году епархия была «открыта» на юг (то есть не имела южных границ, включая тогда всю заселённую русскими территорию) и включала в себя 37 городов (20 «старых», севернее Белгородской черты, главный Белгород; и 17 «новых», то есть недавно построенных, в основном на Слобожанщине, главный Харьков), а в 1679 в епархии уже было 542 церкви.
Только в течение XVI—XVII веков на территории будущей Белгородской губернии возникает 59 монастырей, в том числе такие известные, как Харьковская Святогорская мужская пустынь в честь успения пресвятой Богородицы, Хотмыжский мужской монастырь в честь иконы пресвятой Богородицы «Знамение», Глинская пустынь.
Монастыри в Белгородском крае появились одновременно с присоединением его к территории Русского государства и в период своего возникновения принадлежали к числу окраинных, сыграв заметную роль в укреплении христианства и государственной власти во вновь присоединенном обширном крае. Поэтому в XVI веке по повелению царя Феодора Иоанновича основывается Коренная пустынь (Курский уезд), Троицкий монастырь в Белгороде — по повелению Бориса Годунова.
В 1722 году были образованы систематические духовные школы. К 1727 году из 46 школ, существовавших в 21 епархии, 8 приходилось на белгородскую. Белгородская школа успешно развилась в Харьковский коллегиум.
К середине XVIII века в епархии действовал 31 монастырь. Белгородская епархия граничила с киевской митрополией и епархией в пределах Киевской губернии на западе и юго-западе, на востоке в пределах Азовской губернии она соседствовала с воронежской епархией в бассейне верховьев Дона. В таком составе белгородская епархия просуществовала до последней четверти XVIII века.
Белгородская епархия по реформе 1764 года была отнесена к третьему классу. У монастырей отобраны их вотчины, а на содержание обителей назначены штатные оклады по трем классам. Безвотчинные монастыри либо упразднялись, либо оставлялись «на своем содержании». В результате секуляризации в епархии произошло огромное сокращение числа монастырей и монашествующих. Как исключение графу Петру Шереметеву удалось отстоять Богородицкую Тихвинскую пустынь, вероятно лишь потому, что содержалась она сугубо «иждивением» самого графа.
6 мая 1788 Святейший Правительствующий Синод издал общий именной указ о разделении епархий сообразно с разделением губерний, а в 1799 году из состава епархии выделена самостоятельная Слободско-Украинская (иначе Слободская и Харьковская) епархия с центром в Харькове (позднее переименованная в Харьковскую и Ахтырскую), а Белгородская епархия переименована в Курскую и Белгородскую, но до 1833 года епархиальные учреждения и управление оставались в Белгороде.
В 1905 года учреждено Белгородское викариатство Курской епархии. В ноябре 1933 года Белгородское викариатство преобразовано в Белгородскую епархию.
18 июля 1995 года постановлением Священного Синода РПЦ от была восстановлена Белгородская кафедра в пределах Белгородской области.
На архиерейском соборе в августе 2000 года от Белгородской и Старооскольской епархии прославлены в списке новомучеников и исповедников российских 17 человек. Память новомучеников и исповедников белгородских совершается 1 июня.
7 июня 2012 из состава Белгородской епархии были выделены Валуйская и Губкинская епархии со включением их в состав новообразований Белгородской митрополии.

## Епископы
Белоградская и Обоянская епархия
- 9 — 23 ноября 1657 — Епископ Питирим в управление не вступил
- 1666—1667 — Епископ Иоаким (Дьякович)
- 17 мая 1667 — 20 августа 1671 — Епископ Феодосий
- 14 сентября 1671 — 23 февраля 1684 — Епископ Мисаил
- 13 июля 1684 — 6 августа 1702 — Епископ Авраамий (Юхов)
- 1702 — 17 августа 1709 — Епископ Иустин (Базилевич)
- 11 марта 1711 — 4 апреля 1720 — Епископ Иларион (Властелинский)
- 9 июля 1722 — 2 июля 1731 — Епископ Епифаний (Тихорский)
- 28 ноября 1731—1735 — Епископ Досифей (Богданович-Любимский)
- 30 сентября 1735 — 3 января 1736 — Епископ Арсений (Берло)
- 20 июня 1736 — 16 сентября 1742 — Архиепископ Петр (Смелич)
- 6 сентября 1742 — 1 января 1748 — Епископ Антоний (Черновский)
- 2 июня 1748 — 10 декабря 1754 — Епископ Иоасаф (Горленко)
- 9 октября 1755 — 1 января 1758 — Епископ Лука (Конашевич)
- 26 апреля 1758 — 3 июня 1763 — Епископ Иоасаф (Миткевич)
- 29 октября 1763 — 7 июля 1768 — Епископ Порфирий (Крайский)
- 28 декабря 1768 — 24 сентября 1771 — Епископ Самуил (Миславский)
- 9 февраля 1774 — 28 ноября 1786 — Епископ Аггей (Колосовский)
- 28 ноября 1786 — Епископ Антоний (Румовский) — за смертию не был

Белгородская и Курская епархия
- 16 октября 1799 — 30 апреля 1818 — Епископ Феоктист (Мочульский) (9 февраля 1787 — 16 октября 1799)

Белгородское викариатство Курской епархии
- 3 июня 1905 — 15 ноября 1913 — Епископ Иоанникий (Ефремов)
- 15 ноября 1913 — 3 сентября 1918 — Епископ Никодим (Кононов)
- 11 июня 1919—1921 — Епископ Аполлинарий (Кошевой) с 1920 года в эмиграции
- 1921—1923; 1924—1925 — Епископ Никон (Пурлевский)
- 13 августа — август 1930 — Епископ Евгений (Зёрнов)
- 14 июня — 30 декабря 1931 — Епископ Иннокентий (Клодецкий)
- 11 августа — 22 ноября 1933 — Епископ Онуфрий (Гагалюк)

Белгородская епархия
- 22 ноября 1933 — август 1934 — Епископ Антоний (Панкеев)

Белгородская и Грайворонская епархия
- 22 июня 1942—1943 — Епископ Панкратий (Гладков)

Белгородское викариатство Курской епархии
- 26 декабря 1984 — 23 февраля 1993 — Архиепископ Ювеналий (Тарасов)
- 4 апреля 1993 — 18 июля 1995 — Епископ Иоанн (Попов)

Белгородская и Старооскольская епархия
- c 18 июля 1995 — Епископ Иоанн (Попов)
- с 19 февраля 1999 — Архиепископ Иоанн (Попов)
- с 7 июня 2012 — Митрополит Иоанн (Попов)

## Благочиния и благочинные
По состоянию на октябрь 2022 года:
- I Белгородское благочиние — протоиерей Олег Кобец
- II Белгородское благочиние — протоиерей Сергий Колий
- Корочанское благочиние — протоиерей Михаил Усатый
- Новооскольское благочиние — протоиерей Николай Герасимчук
- I Старооскольское благочиние — протоиерей Алексий Бабанин
- II Старооскольское благочиние — протоиерей Алексий Бабанин
- Чернянское благочиние — священник Стефан Жаровский
- Шебекинское благочиние — протоиерей Петр Иванов

## Монастыри
- Белгородский Марфо-Мариинский монастырь (женский; Белгород)
- Зимовеньковский Воскресенский монастырь (женский; село Зимовеньки, Шебекинский район)
- Холковский Троицкий монастырь (мужской; село Холки, Чернянский район)

недействующие
- Белгородский Никольский монастырь (мужской)
- Белгородский Рождество-Богородицкий женский монастырь (основан в 1622, уничтожен в 1920—1950 гг.)[4][5]